# 知事杯全道サッカー選手権大会
知事杯全道サッカー選手権大会（ちじはいぜんどうさっかーせんしゅけんたいかい）は、北海道にて行われているサッカーの大会である。
1997年以降は、天皇杯 JFA 全日本サッカー選手権大会の北海道予選を兼ねて、北海道内の第1種（2014年までは第2種も可。後述）登録の全チームが参加可能な、ノックアウト方式のオープントーナメントとして開催されている。ただし2020年以降は休止しており、天皇杯の代表は別途決定されている（後述）。

## 概要
当初は、高校や大学の全国選手権における北海道予選が10月に終了し、全国大会（12月に開始）と間が空くことから、この間の期間に、これらの大会に出場するチームの強化を図る目的で創設された。第1回大会は1983年に開催され、社会人・大学・高校から計6チームが参加してリーグ戦方式で対戦を実施した。 この形態は1996年まで続けられた。
1997年より、天皇杯全日本サッカー選手権大会（当時の名称）の都道府県予選の大会名に「天皇杯」の名称を用いないこととなったため、これに合わせて当大会は、大会名をそのままに天皇杯北海道予選としての大会に改組されることとなり、大会形式もノックアウトトーナメントとなった。
なお天皇杯の北海道予選は、1995年までは「天皇杯全日本サッカー選手権大会北海道大会」として実施されていた。1996年には「北海道サッカーチャンピオンシップ」として改組され、コンサドーレ札幌を含んだ17チームが参加する大会とされた（ただしコンサドーレ札幌は天皇杯予選免除のため、準優勝チームの北海道教育大学函館校が北海道代表として出場している）。なお北海道サッカーチャンピオンシップは1998年まで開催されるものの、1997年より天皇杯予選は知事杯全道サッカー選手権大会が兼ねており、1997年・1998年のチャンピオンシップはコンサドーレ札幌と知事杯優勝チームが対戦する形で実施されている。
2016年の第34回大会は、優勝チームが同年の第96回天皇杯に出場するものとしていた ものの、2017年の第35回大会は2018年の第98回天皇杯の予選として行い、2017年の第97回天皇杯への北海道からの出場チームは「平成29年度 北海道サッカー選手権大会」（前年の北海道サッカーリーグ・北海道学生サッカーリーグ1部の各上位2チームずつ、計4チームのみ出場）により決定するものとした。
2018年の第36回大会以降は、優勝チームが直接天皇杯の出場権を得るのではなく、当大会のベスト4のチームにより行う「HKFA 北海道サッカー選手権大会」の優勝チームが翌年の天皇杯の出場権を得るものとされた。2020年は知事杯が中止となり、2021年の第101回天皇杯出場チームは上述の第97回天皇杯と同様、前年の北海道サッカーリーグ・北海道学生サッカーリーグ1部の各上位2チームずつ（4チーム）によるトーナメントで決定した。

## 大会方式
2018年・2019年大会は以下の方式で開催される。
予選免除チーム
以下に掲げるリーグ戦の前年度上位チームは地区予選を免除される。
- 北海道学生サッカーリーグ：2チーム
- 北海道サッカーリーグ：2チーム

2018年は、北海道学生サッカーリーグから北海道教育大学岩見沢校・札幌大学、北海道サッカーリーグから北海道十勝スカイアース・札幌蹴球団が予選免除となった。
ブロック予選
北海道内の5つのブロック（北海道サッカーリーグも参照）別に予選が行われる。出場枠は札幌ブロックが4、道南・道央・道東・道北ブロックが各3。
本大会
ブロック予選突破の16チームおよび、地区予選免除の4チーム、計20チームが出場する（全5回戦で、ブロック予選免除の4チームは3回戦から出場する）。試合は45分ハーフで、45分ハーフを終えて同点の場合は、1回戦～2回戦は延長戦は行わずPK戦で勝者を決定する。3回戦以降については15分ハーフの延長戦を行い、なお決着しない場合にPK戦を行う。
- 2015年 - 2017年の時点では、3回戦も延長戦は実施していなかった。

### 過去の方式
- 2014年の時点では第2種登録チーム（高校生年代のチーム）も出場できた[13] ものの、2015年より第2種チームは出場自体が不可能になっている[11]。また第2種チームが出場できた当時は第2種チームの予選免除枠もあり、これは当初は全国高等学校サッカー選手権大会北海道予選の結果によって決定していたものの、2005年大会よりJFAプリンスリーグU-18（のちに「高円宮杯U-18サッカーリーグ」に改組）の結果で決定するよう変更されている[14]。
- 予選免除チームの変遷は以下の通り。
  - 1997年から2001年 - 大学：1・社会人：1・第2種：1[15]
  - 2002年より2006年 - 大学：2・社会人：1・第2種：1[15]
  - 2007年より2009年 - 大学：1・社会人：2・第2種：1[15]
  - 2010年 - 大学：1・社会人：2・第2種：1[16]
  - 2011年より2014年 - 大学：2・社会人：1・第2種：1[13][17][18][19]
  - 2015年より2018年 - 大学：2・社会人：2[1][5][9][11][12]
- 予選からの本大会出場枠は、2010年 - 2014年の時点では地区協会ごとに割り振られていた[13][16][17][18][19]。2015年よりブロックごとに割り振られるものとされた。地区協会とブロックの区分については北海道サッカーリーグ#地区協会と地域区分も参照。

## 会場
会場は年によって異なる。2010年-2019年現在（出典における各年の開催要項を参照）、準決勝・決勝は札幌市で開催し、それ以前のラウンドは北海道内各地で分散して開催している。
2015年 - 2019年に利用される会場は以下の通り。
- 幕別運動公園陸上競技場（2015-2019）
- 旭川市東光スポーツ公園球技場（2015-2019）
- 伊達市まなびの里サッカー場（2015, 2017-2019）
- 函館フットボールパーク（2016-2018）
- 苫小牧市緑ヶ丘公園サッカー場（2015, 2019）
- 札幌厚別公園競技場（2015）
- 札幌市白旗山競技場（2017）
- 札幌サッカーアミューズメントパーク（2015-2019）

## 大会結果

### 天皇杯予選となる以前
出典：
| 回 | 年     | 優勝チーム                             | 準優勝チーム                           | 3位チーム                                  |
| -- | ------ | -------------------------------------- | -------------------------------------- | ------------------------------------------ |
| 1  | 1983年 | 札幌大学                               | 札幌マツダ                             | 室蘭大谷高校                               |
| 2  | 1984年 | 札幌マツダ、札幌大学 （2チーム優勝）   | 札幌マツダ、札幌大学 （2チーム優勝）   | 室蘭大谷高校                               |
| 3  | 1985年 | 札幌蹴球団                             | 室蘭大谷高校                           | 札幌大学                                   |
| 4  | 1986年 | 室蘭大谷高校                           | 札幌大学                               | 札幌蹴球団、札幌第一高校                   |
| 5  | 1987年 | 札幌大学                               | 札幌蹴球団                             | 室蘭大谷高校                               |
| 6  | 1988年 | 室蘭大谷高校                           | 札幌大学                               | 札幌マツダ                                 |
| 7  | 1989年 | 室蘭大谷高校                           | 札幌大学                               | 札幌マツダ、登別大谷高校                   |
| 8  | 1990年 | 札幌大学                               | 室蘭大谷高校                           | 北海高校                                   |
| 9  | 1991年 | 札幌大学、室蘭大谷高校 （2チーム優勝） | 札幌大学、室蘭大谷高校 （2チーム優勝） | 札幌マツダ                                 |
| 10 | 1992年 | 北海道電力                             | 札幌大学                               | 北海道教育大学函館校、函館大学付属有斗高校 |
| 11 | 1993年 | 登別大谷高校                           | 北海道電力                             | 札幌大学                                   |
| 12 | 1994年 | 札幌大学                               | 室蘭大谷高校                           | 新日鐵室蘭                                 |
| 13 | 1995年 | 札幌大学                               | 札幌蹴球団                             | 室蘭大谷高校                               |
| 14 | 1996年 | 札幌大学                               | 北海道電力                             | 室蘭大谷高校                               |

### 天皇杯予選となった以降
「回」における記号は以下の通り。
- * ：上位チームが翌年の天皇杯代表決定戦への出場権を得る
- # ：優勝チームが翌年の天皇杯出場権を得る
- 印なし：優勝チームが同年の天皇杯出場権を得る

| 回  | 年     | 優勝チーム                           | 決勝戦 結果                          | 準優勝チーム                         | 準決勝敗退チーム                     | 準決勝敗退チーム                     | 出典          |
| --- | ------ | ------------------------------------ | ------------------------------------ | ------------------------------------ | ------------------------------------ | ------------------------------------ | ------------- |
| 15  | 1997年 | 北海道電力                           | 不明                                 | 北海道教育大学函館校                 | 道都大学                             | 北海学園大学                         | [ 15 ]        |
| 16  | 1998年 | 道都大学                             | 2 - 1                                | 北海道電力                           | 北海道教育大学函館校                 | 室蘭大谷高校                         | [ 15 ]        |
| 17  | 1999年 | 道都大学                             | 3 - 1                                | 北海道教育大学函館校                 | 北海道電力                           | 室蘭大谷高校                         | [ 15 ]        |
| 18  | 2000年 | 道都大学                             | 5 - 1                                | 札幌大学                             | 専修北海道短期大学                   | 北海道電力                           | [ 15 ]        |
| 19  | 2001年 | 道都大学                             | 8 - 2                                | 室蘭大谷高校                         | 札幌大学                             | 北海道電力                           | [ 15 ]        |
| 20  | 2002年 | 札幌大学                             | 3 - 2 (Vゴール)                      | 道都大学                             | 夕張ベアフット                       | 札幌学院大学                         | [ 15 ] [ 25 ] |
| 21  | 2003年 | 道都大学                             | 2 - 1 (Vゴール)                      | 札幌大学                             | 北海道教育大学函館校                 | ベアフット北海道                     | [ 15 ]        |
| 22  | 2004年 | 札幌大学                             | 4 - 3 (Vゴール)                      | 北海学園大学                         | 道都大学                             | ノルブリッツ北海道FC                 | [ 27 ]        |
| 23  | 2005年 | 札幌大学                             | 7 - 2                                | 北海道教育大学函館校                 | 北海学園大学                         | 札幌学院大学                         | [ 28 ]        |
| 24  | 2006年 | ノルブリッツ北海道FC                 | 2 - 1                                | 札幌大学                             | 北海道教育大学函館校                 | 道都大学                             | [ 29 ]        |
| 25  | 2007年 | ベアフット北海道                     | 0 - 0 (PK 5 - 4)                     | 北海学園大学                         | 北海道教育大学岩見沢校               | 北翔大学                             | [ 30 ]        |
| 26  | 2008年 | 道都大学                             | 3 - 2 (延長)                         | 東海大学札幌校舎                     | コンサドーレ札幌U-18                 | 札幌大学                             | [ 31 ]        |
| 27  | 2009年 | クラブフィールズ・ノルブリッツ北海道 | 4 - 1                                | 道都大学                             | 札幌大学                             | 室蘭大谷高校                         | [ 32 ]        |
| 28  | 2010年 | 札幌大学                             | 2 - 0                                | コンサドーレ札幌U-18                 | 北海学園大学                         | 六花亭マルセイズFC                   | [ 33 ]        |
| 29  | 2011年 | 北海道教育大学岩見沢校               | 2 - 0                                | 札幌大学                             | 札大GP                               | クラブフィールズ・ノルブリッツ北海道 | [ 34 ]        |
| 30  | 2012年 | 札幌大学                             | 6 - 3                                | クラブフィールズ・ノルブリッツ北海道 | コンサドーレ札幌U-18                 | 北海道教育大学岩見沢校               | [ 35 ]        |
| 31  | 2013年 | 北海道教育大学岩見沢校               | 1 - 0                                | 札幌大学                             | 十勝フェアスカイ・ジェネシス         | クラブフィールズ・ノルブリッツ北海道 | [ 36 ]        |
| 32  | 2014年 | クラブフィールズ・ノルブリッツ北海道 | 2 - 1 (延長)                         | 札幌大学                             | 北海道教育大学岩見沢校               | 札大GP                               | [ 37 ]        |
| 33  | 2015年 | 札幌大学                             | 2 - 1                                | クラブフィールズ・ノルブリッツ北海道 | 道都大学                             | 十勝フェアスカイFC                   | [ 38 ]        |
| 34  | 2016年 | 北海道教育大学岩見沢校               | 4 - 0                                | 北海道大学                           | 札大GP                               | 札幌蹴球団                           | [ 39 ]        |
| 35# | 2017年 | 北海道教育大学岩見沢校               | 2 - 2 (PK 4 - 2)                     | ノルブリッツ北海道FC                 | 北翔大学                             | 札幌大学                             | [ 40 ]        |
| 36* | 2018年 | 札幌蹴球団                           | 3 - 1                                | 札幌大学                             | 北海道教育大学岩見沢校               | 北海道十勝スカイアース               | [ 41 ]        |
| 37* | 2019年 | 北海道十勝スカイアース               | 0 - 0 (PK 5 - 3)                     | ノルブリッツ北海道FC                 | 札幌大学                             | 東海大学札幌校舎                     | [ 42 ]        |
| 38  | 2020年 | COVID-19流行の影響により開催取り止め | COVID-19流行の影響により開催取り止め | COVID-19流行の影響により開催取り止め | COVID-19流行の影響により開催取り止め | COVID-19流行の影響により開催取り止め | [ 43 ]        |
| 39  | 2021年 | 開催取り止め                         | 開催取り止め                         | 開催取り止め                         | 開催取り止め                         | 開催取り止め                         | [ 44 ]        |
| 40  | 2022年 | 開催取り止め                         | 開催取り止め                         | 開催取り止め                         | 開催取り止め                         | 開催取り止め                         | [ 45 ]        |
| 41  | 2023年 | 開催取り止め                         | 開催取り止め                         | 開催取り止め                         | 開催取り止め                         | 開催取り止め                         | [ 46 ]        |
| 42  | 2024年 | 開催取り止め                         | 開催取り止め                         | 開催取り止め                         | 開催取り止め                         | 開催取り止め                         | [ 47 ]        |
| 43  | 2025年 | 開催取り止め                         | 開催取り止め                         | 開催取り止め                         | 開催取り止め                         | 開催取り止め                         | [ 48 ]        |

### 通算成績
- 2019年大会終了時点
- チーム名が変更になっているものは、現存するチームは現在のチーム名、現存しないチームは解散時のチーム名による。
- 2チーム優勝の場合（"*"印が該当）は、どちらも「優勝回数」で数えている。
- ■ は現存しないチーム、 ● は現存するものの2015年以降出場資格のないチーム（第2種チーム、上述）を表す。

| チーム                               | 優勝 回数 | 準優勝 回数 | 優勝年                                                                               | 準優勝年                                                         |
| ------------------------------------ | --------- | ----------- | ------------------------------------------------------------------------------------ | ---------------------------------------------------------------- |
| 札幌大学                             | 14        | 11          | 1983, 1984*, 1987, 1990, 1991*, 1994, 1995, 1996, 2002, 2004, 2005, 2010, 2012, 2015 | 1986, 1988, 1989, 1992, 2000, 2003, 2006, 2011, 2013, 2014, 2018 |
| 星槎道都大学（←道都大学）            | 6         | 2           | 1998, 1999, 2000, 2001, 2003, 2008                                                   | 2002, 2009                                                       |
| ノルブリッツ北海道FC（←北海道電力）  | 5         | 7           | 1992, 1997, 2006, 2009, 2014                                                         | 1993, 1996, 1998, 2012, 2015, 2017, 2019                         |
| ●北海道大谷室蘭高校（←室蘭大谷高校） | 4         | 4           | 1986, 1988, 1989, 1991*                                                              | 1985, 1990, 1994, 2001                                           |
| 北海道教育大学岩見沢校               | 4         | 0           | 2011, 2013, 2016, 2017                                                               |                                                                  |
| 札幌蹴球団                           | 2         | 2           | 1985, 2018                                                                           | 1987, 1995                                                       |
| ■アンフィニ札幌（←札幌マツダ）       | 1         | 1           | 1984*                                                                                | 1983                                                             |
| 北海道十勝スカイアース               | 1         | 0           | 2019                                                                                 |                                                                  |
| ベアフット北海道                     | 1         | 0           | 2007                                                                                 |                                                                  |
| ■登別大谷高校                        | 1         | 0           | 1993                                                                                 |                                                                  |
| 北海道教育大学函館校                 | 0         | 3           |                                                                                      | 1997, 1999, 2005                                                 |
| 北海学園大学                         | 0         | 2           |                                                                                      | 2004, 2007                                                       |
| 北海道大学                           | 0         | 1           |                                                                                      | 2016                                                             |
| ●コンサドーレ札幌U-18                | 0         | 1           |                                                                                      | 2010                                                             |
| 東海大学札幌校舎                     | 0         | 1           |                                                                                      | 2008                                                             |

## 参考：北海道サッカー選手権大会（天皇杯代表決定戦）の結果
| 回 | 年     | 優勝チーム             | 決勝戦 結果 | 準優勝チーム           | 準決勝敗退チーム       | 準決勝敗退チーム       | 出典   |
| -- | ------ | ---------------------- | ----------- | ---------------------- | ---------------------- | ---------------------- | ------ |
| -  | 2017年 | ノルブリッツ北海道FC   | 3 - 1       | 北海道教育大学岩見沢校 | 十勝FC                 | 札幌大学               | [ 49 ] |
| 1  | 2019年 | 北海道教育大学岩見沢校 | 3 - 0       | 札幌蹴球団             | 北海道十勝スカイアース | 札幌大学               | [ 50 ] |
| 2  | 2020年 | 札幌大学               | 2 - 1       | 北海道十勝スカイアース | ノルブリッツ北海道FC   | 東海大学札幌校舎       | [ 51 ] |
| 3  | 2021年 | 北海道十勝スカイアース | 2 - 1       | ノルブリッツ北海道FC   | 札幌大学               | [ 注 3 ]               | [ 52 ] |
| 4  | 2022年 | 札幌大学               | 1 - 0       | 北海道十勝スカイアース | ノルブリッツ北海道FC   | 東海大学札幌校舎       | [ 53 ] |
| 5  | 2023年 | BTOP北海道             | 1 - 0       | 北海道十勝スカイアース | 札幌大学               | 北海道教育大学岩見沢校 | [ 54 ] |
| 6  | 2024年 | 北海道十勝スカイアース | 1 - 0       | 北海道教育大学岩見沢校 | BTOP北海道             | 札幌大学               | [ 55 ] |
| 7  | 2025年 | BTOP北海道             | 2 - 1       | 北海道十勝スカイアース | 北海道教育大学岩見沢校 | 札幌大学               |        |

## 参考：北海道代表チームの天皇杯戦績
知事杯全道サッカー選手権大会が天皇杯予選となった1997年以降を示す。
| 年度   | 回 （知事杯） | 回 （天皇杯） | 北海道代表チーム                     | 戦績                                                   |
| ------ | ------------- | ------------- | ------------------------------------ | ------------------------------------------------------ |
| 1997年 | 15            | 77            | 北海道電力                           | ●0-3 vs水戸ホーリーホック                              |
| 1998年 | 16            | 78            | 道都大学                             | ○3-1 vs新日鐵大分 ●1-6 vsヴァンフォーレ甲府            |
| 1999年 | 17            | 79            | 道都大学                             | ○4-4(PK4-2) vs韮崎アストロス ●0-3 vs大宮アルディージャ |
| 2000年 | 18            | 80            | 道都大学                             | ○3v-2 vsソニー仙台 ●1-2v vsヴァンフォーレ甲府          |
| 2001年 | 19            | 81            | 道都大学                             | ●1-2 vsアローズ北陸                                    |
| 2002年 | 20            | 82            | 札幌大学                             | ●1-1(PK1-3) vsデンソー                                 |
| 2003年 | 21            | 83            | 道都大学                             | ●2-3 vsアローズ北陸                                    |
| 2004年 | 22            | 84            | 札幌大学                             | ●2-3 vsHonda FC                                        |
| 2005年 | 23            | 85            | 札幌大学                             | ○2-0 vs韮崎アストロス ●0-1 vs仙台大学                  |
| 2006年 | 24            | 86            | ノルブリッツ北海道FC                 | ●1-2 vs新日鐵大分                                      |
| 2007年 | 25            | 87            | ベアフット北海道                     | ●1-3 vs大阪体育大学                                    |
| 2008年 | 26            | 88            | 道都大学                             | ○4-1 vs尚美学園大学 ●1-6 vs国士舘大学                  |
| 2009年 | 27            | 89            | クラブフィールズ・ノルブリッツ北海道 | ●0-4 vs福岡大学                                        |
| 2010年 | 28            | 90            | 札幌大学                             | ●2-3 vsグルージャ盛岡                                  |
| 2011年 | 29            | 91            | 北海道教育大学岩見沢校               | ○1-1(PK5-4) vs大阪体育大学 ●0-6 vsセレッソ大阪         |
| 2012年 | 30            | 92            | 札幌大学                             | ●0-3 vsAC長野パルセイロ                                |
| 2013年 | 31            | 93            | 北海道教育大学岩見沢校               | ○2-1 vs羽黒高校 ●1-4 vsコンサドーレ札幌                |
| 2014年 | 32            | 94            | クラブフィールズ・ノルブリッツ北海道 | ●1-2 vstonan前橋サテライト                             |
| 2015年 | 33            | 95            | 札幌大学                             | ●1-5 vsコンサドーレ札幌                                |
| 2016年 | 34            | 96            | 北海道教育大学岩見沢校               | ●0-5 vsジェフユナイテッド市原・千葉                    |
| 2017年 | ※             | 97            | ノルブリッツ北海道FC                 | ●2-8 vsいわきFC                                        |
| 2018年 | 35            | 98            | 北海道教育大学岩見沢校               | ○1-1(PK5-4) vs韮崎アストロス ●0-1 vs湘南ベルマーレ     |
| 2019年 | ※             | 99            | 北海道教育大学岩見沢校               | ●0-2 vs流通経済大学                                    |
| 2020年 | ※             | 100           | 札幌大学                             | ●1-2 vsラインメール青森FC                              |
| 2021年 | ※             | 101           | 北海道十勝スカイアース               | ○1-1(PK9-8) vsブラウブリッツ秋田 ●0-3 vsジュビロ磐田   |
| 2022年 | ※             | 102           | 札幌大学                             | ○1-0 vs山梨学院大学PEGASUS ●0-5 vs川崎フロンターレ     |
| 2023年 | ※             | 103           | BTOP北海道                           | ○7-0 vs山形大学医学部 ●1-6 vs湘南ベルマーレ            |
| 2024年 | ※             | 104           | 北海道十勝スカイアース               | ●1-3 vsいわてグルージャ盛岡                            |
| 2025年 | ※             | 105           | BTOP北海道                           |                                                        |

注：
- 2016年までは同年の知事杯優勝チームが、2018年は前年の知事杯優勝チームが天皇杯に出場する（前述）。
- ※＝知事杯の優勝チームではなく、別途実施された代表決定戦の優勝チームが出場する（前述）。
- v：Vゴール
- PK：PK戦